# 南部家敷
株式会社南部家敷（なんぶやしき）は、岩手県北上市に本社を置く日本の和食レストランチェーン。岩手県・宮城県にて和食レストラン「南部家敷」などを展開している。また本項では秋田県・山形県にて店舗を展開する、グループ企業の株式会社八永南部家敷についても併せて記述する。

## 概要
主に、そば、天ぷら、うなぎ、丼物などを中心とした和食メニューを提供する。営業形態としては南部家敷のほか、八福どぜう庵、そばカフェふく家、南部ラーメンがある。

## 沿革
- 1971年10月1日 - 創業。
- 1993年5月15日 - 本社落成

## グループ会社
秋田県秋田市にはグループ企業として1990年に設立された八永南部家敷があり、秋田県と山形県に独自に店舗を出店している。

## 店舗
- 総本店（北上市）
- 都南店
- 矢巾店
- 花巻店
- 水沢南店
- 一関店
- 江刺店
- イオン釜石店
- 石巻店
- 小牛田店

### 閉店した店舗
- 水沢店
- 前沢店
- 盛岡店
- 利府店
- 北上インター店
- 加美町店
- 築館店
- 富谷店
- 名取店
- 加賀野店
- 古川店
- 盛岡本宮店